# Melrose (álbum)
Melrose es el vigésimo álbum de estudio del grupo de música electrónica alemán Tangerine Dream. Publicado en noviembre de 1990 por el sello Private Music destaca por ser el último de Paul Haslinger y el primero de Jerome Froese como miembros del grupo. También es el último álbum de estudio la etapa denominada «Melrose Years».
Jonathan Widran, en su crítica para AllMusic, lo cataloga como un álbum "que te impacta tanto como un disco creado con sintetizadores puede impactar. Si tuviera más saxofón podría catalogarse como un disco de smooth jazz pero es genial tal y como es".

## Producción
Grabado entre junio y julio de 1990 en estudios de Berlín y Viena Melrose es el único álbum en que figura la breve alineación de Edgar Froese, Paul Haslinger y Jerome Froese. Tras la publicación del álbum, a finales de 1990, Haslinger comunicó su deseo de abandonar Europa y trasladarse a Los Ángeles (Estados Unidos) lo que motivó la reconfiguración de Tangerine Dream como un dúo por Edgar y Jerome Froese. 
Compuesto por nueve canciones, con un estilo cercano al pop electrónico instrumental y ritmos que fluctúan entre la balada y los enérgicos, incluye algunos de los temas más accesibles del catálogo de Tangerine Dream como la homónima «Melrose», «Dolls In The Shadow» o «Rolling Down Cahuenga».
Melrose ha sido reeditado en varias ocasiones. En 2009 se incluyó en una serie de 60 digipacks editados por el sello alemán Membran. También fue regabrado y remezclado completamente en 2002, The Melrose Years, incluyendo los álbumes de estudio grabados para Private Music incluyendo también Optical Race y Lily on the Beach.

## Lista de temas
| N.º   | Título                   | Escritor(es)                              | Duración |  |
| 1.    | «Melrose»                | Edgar Froese Paul Haslinger Jerome Froese | 5:44     |  |
| 2.    | «Three Bikes In The Sky» | Edgar Froese Paul Haslinger Jerome Froese | 5:58     |  |
| 3.    | «Dolls In The Shadow»    | Edgar Froese Paul Haslinger Jerome Froese | 5:10     |  |
| 4.    | «Yucatan»                | Edgar Froese Paul Haslinger Jerome Froese | 5:16     |  |
| 5.    | «Electric Lion»          | Edgar Froese Paul Haslinger Jerome Froese | 8:13     |  |
| 6.    | «Rolling Down Cahuenga»  | Edgar Froese Paul Haslinger Jerome Froese | 6:43     |  |
| 7.    | «Art Of Vision»          | Edgar Froese Paul Haslinger Jerome Froese | 5:30     |  |
| 8.    | «Desert Train»           | Edgar Froese Paul Haslinger Jerome Froese | 10:17    |  |
| 9.    | «Cool At Heart»          | Edgar Froese Paul Haslinger Jerome Froese | 6:09     |  |
| 59:00 |                          |                                           |          |  |

## Personal
- Edgar Froese - teclados, guitarras, batería, ingeniero de sonido y producción
- Paul Haslinger - teclados, guitarras, stick, batería e ingeniero de sonido
- Jerome Froese - teclados, guitarra solista e ingeniero de sonido
- Hubert Waldner - saxo soprano en «Melrose»
- Jim Rakete - fotografía
- Melanie Perry - dirección de arte
- Kurt De Munbrun - diseño